# マグナ・インターナショナル

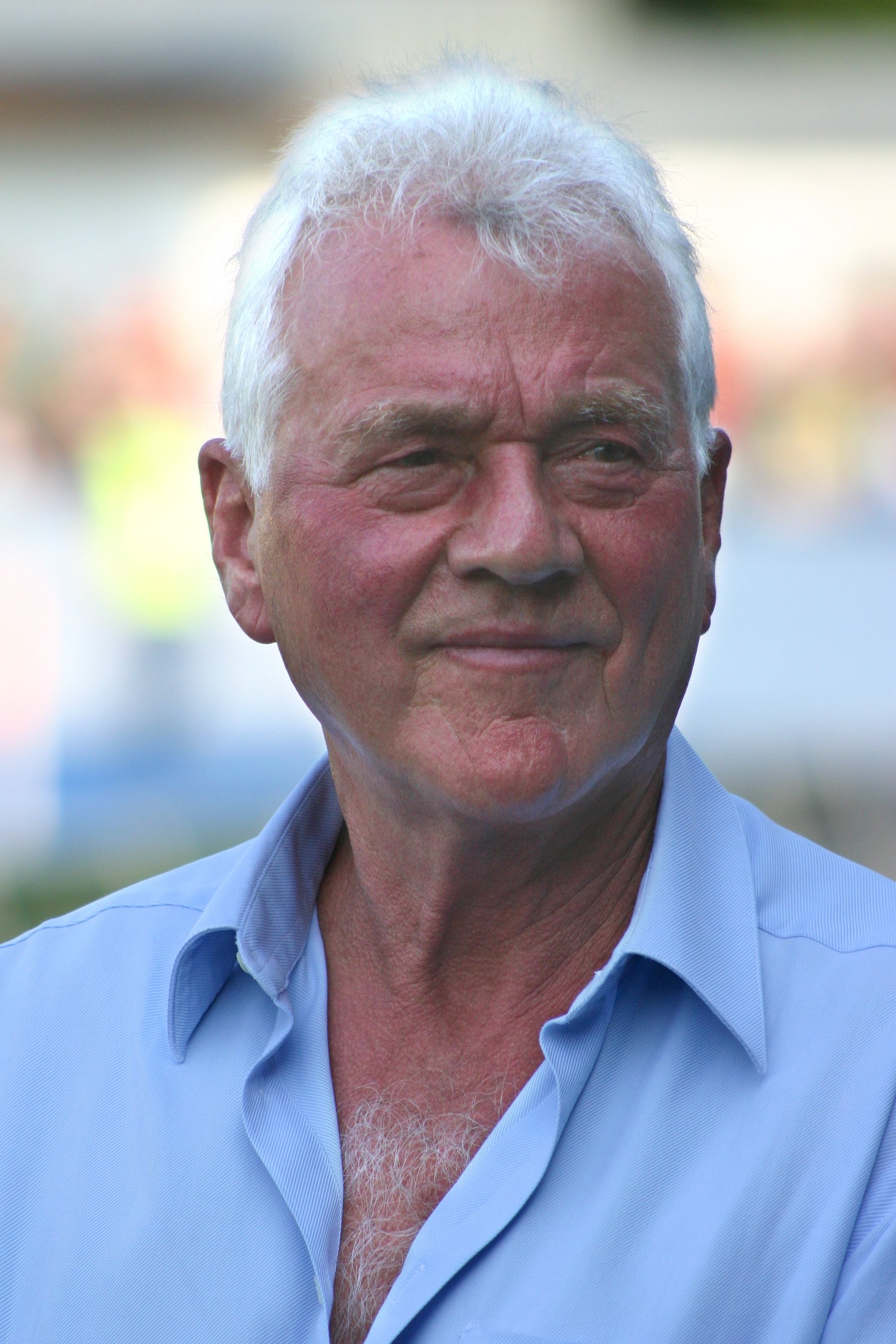
創業者フランク・ストロナック（2008年）

マグナ・インターナショナル (Magna International Inc.) は、カナダの自動車部品メーカーである。

## 概要
オーストリア出身のカナダ移民フランク・ストロナックにより1957年に設立され、自動車部品業界の連結売上ではドイツのボッシュ、ドイツのコンチネンタル、日本のデンソー、ドイツのZFに次いで世界第5位の規模（2007年度）である。2005年の連結売上高は約2兆6000億円、22か国に224の生産拠点と60か所の製品開発エンジニアリングセンターを持つ。従業員数は約8万2000人であり、本社所在地はトロント郊外のオーロラ市。
商品の納入先はゼネラルモーターズ、クライスラー、フォード・モーター、BMW、フォルクスワーゲンなど米欧の主要自動車メーカーが中心であるが、近年日本や韓国車メーカーとの取引を拡大している。また、BRICSや東欧など、新興国への投資にも意欲的である。生産品目はシート、メタルボディ、シャーシ、クロージャー、エレクトロニクスと多岐にわたり、グループ全体の部材を集めれば、完成車を作ることができる製品群となる。
2007年、ダイムラークライスラー（当時）のクライスラー部門の買収に名乗りを挙げたが、この買収に成功したのは投資会社サーベラス・キャピタル・マネジメントであった。
2009年、ゼネラルモーターズ (GM) の欧州部門（ドイツの自動車会社オペルとイギリスの自動車会社ボクスホールを擁する）をロシア貯蓄銀行との企業連合により買収（過半数株の取得）することが決定していたが、その後GMが売却を行わなかったため白紙撤回となった。

## マグナ・シュタイア
当社の子会社として、オーストリアの自動車製造会社マグナ・シュタイアがある。同社ではクライスラー・ボイジャーやBMW・X3などの乗用車を製造しており、年産規模は約25万台に達する。同社の2006年の売上高は44億ドル（約5200億円）と売上全体の18%を占める。部品メーカーによる完成車生産にはホンダ系の八千代工業の例などがあるが、独立系製造会社が複数企業向けに年間20万台以上も製造しているのはマグナ・シュタイアのみである。同社は高度な生産技術を有しており、米調査会社のJ・D・パワーにより、米市場向け工場の中で最も不具合の指摘が少ないとして欧州地域の最優秀賞を授与されている。